# Phumosia spangleri
Phumosia spangleri är en tvåvingeart som beskrevs av Zumpt 1970. Phumosia spangleri ingår i släktet Phumosia och familjen spyflugor.
Artens utbredningsområde är Uganda. Inga underarter finns listade i Catalogue of Life.